# Halbtrockenrasen nördlich Murschall

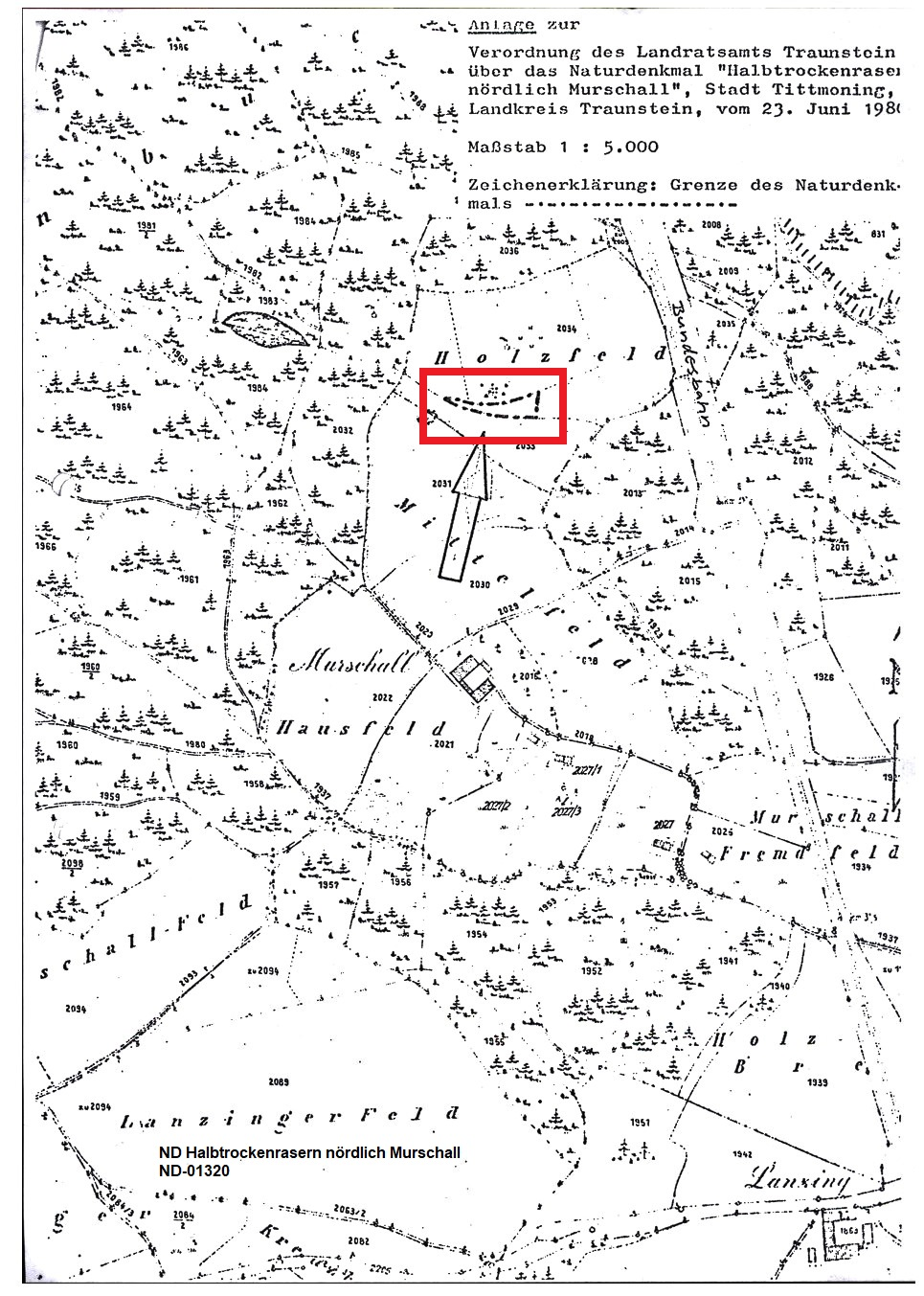
Lageplan Amtsblatt

Der Halbtrockenrasen nördlich Murschall ist ein 0,18 ha großes flächenhaftes Naturdenkmal und liegt ca. 380 m nördlich der Einöde Murschall in der Gemeinde Tittmoning, im Landkreis Traunstein.
Der Halbtrockenrasen wurde im Juni 1980 unter Schutz gestellt und wird vom Bayerischen Landesamt für Umwelt unter der Nummer ND-01320 gelistet.

## Schutzzweck
Der Halbtrockenrasen nördlich Murschall ist als flächenhaftes Naturdenkmal zu schützen, da seine Erhaltung wegen seiner hervorragenden Schönheit und Seltenheit, seiner ökologischen, wissenschaftlichen, entstehungsgeschichtlichen, floristischen und faunistischen Bedeutung im öffentlichen Interesse liegt.